# Alen Bajkuša
Alen Bajkuša (Szarajevó, 1971. június 26. –) hongkongi válogatott labdarúgó.

## Mérkőzései a hongkongi válogatottban
| #  | Dátum             | Ellenfél            | Eredmény        | Kiírás                                        | Esemény |
| -- | ----------------- | ------------------- | --------------- | --------------------------------------------- | ------- |
| 1. | 1994. február 10. | Románia             | 1 – 1(t.e.:5-4) | Carlsberg kupa elődöntő                       |         |
| 2. | 1994. február 13. | Dán liga-válogatott | 0 - 2           | Carlsberg kupa döntő (nem-hivatalos mérkőzés) | 39'     |
| 3. | 2000. február 5.  | Csehország          | 2 – 2(t.e.:3-4) | Carlsberg kupa elődöntő                       | 26'     |
| 4. | 2000. február 8.  | Japán               | 0 – 0(t.e.:5-6) | Carlsberg kupa bronzmérkőzés                  | 62'     |

## Sikerei, díjai
Hong Kong:
- Carlsberg kupa döntős: 1994